# احمد خرمالی
احمد خرمالی یک بازیکن فوتبال اهل ایران است.که هم اکنون کمک مربی تیم پارس جنوبی جم می باشد